# Acacia blakei
Acacia blakei är en ärtväxtart som beskrevs av Leslie Pedley. Acacia blakei ingår i släktet akacior, och familjen ärtväxter.

## Underarter
Arten delas in i följande underarter:
- A. b. blakei
- A. b. diphylla